# Рад (Белград)
„Рад“ (на сръбски: Фудбалски клуб Рад Београд) е сръбски футболен клуб от столицата Белград. „Рад“ играе в Сръбска суперлига. Клубът е основан на 10 март 1958 г. в СФР Югославия. Домакинските си мачове играе на стадион „Крал Петър I“ с капацитет 6000 (3919 седящи места). Най-големият успех е четвъртото място в „Шампионата на Югославия“ през сезон 1988/89, този успех му позволява да играе в Купа на УЕФА.

## Успехи
Югославия (СФРЮ): (1945 – 1991)
- Първа лига:
  - 4-то място (1): 1988/89
- Втора лига: (2 ниво)
  -  Победител (1): 1986/87 (Изток)

 Сърбия: (от 2006)
- Сръбска суперлига
  - 4-то място (1): 2010/11
- Купа на Сърбия:
  - 1/2 финалист (2): 2004/05

## Предишни имена
| Години  | Име                     |
| ------- | ----------------------- |
| 1958    | „ФК Рад“ FK Rad         |
| 1990    | „ФК ГРО Рад“ FK GRO Rad |
| от 1993 | „ФК Рад“ FK Rad         |

## Участие в европейските клубни турнири
- QR1 = първи квалификационен кръг
- QR2 = втои квалификационен кръг
- R1 = първи кръг

| Сезон   | Турнир       | Кръг | Страна | Отбор              | Домакин | Гост  |
| ------- | ------------ | ---- | ------ | ------------------ | ------- | ----- |
| 1989/90 | Купа на УЕФА | R1   |        | Олимпиакос (Пирея) | 2 – 1   | 0 – 2 |
| 2011/12 | Лига Европа  | QR1  |        | Тре Пене           | 6 – 0   | 3 – 1 |
|         |              | QR2  |        | Олимпиакос (Волос) | 0 – 1   | 1 – 1 |

## Известни играчи
- Синиша Гогич
- Горан Буневчевич
- Неманя Вучичевич
- Стево Глоговац
- Любинко Друлович
- Зоран Миркович
- Далибор Митрович
- Митар Новакович
- Раде Новкович
- Неманя Пейчинович
- Деян Радич
- Вук Рашович
- Любиша Ранкович
- Предраг Сикимич
- Сретен Сретенович
- Мирослав Стевич
- Миодраг Стефанович
- Желико Цицович
- Ненад Брнович
- Мирослав Джюкич
- Славолюб Муслин
- Владимир Югович